# ジョン・ティニスウッド
ジョン・アルフレッド・ティニスウッド（英語: John Alfred Tinniswood、1912年8月26日 - 2024年11月25日）とは、イギリスのスーパーセンテナリアン。中国の施平が死去した2024年6月29日（当時ティニスウッドは111歳308日）以降、死去するまで検証された世界で最高齢の男性として知られていた。

## 生い立ち
ジョン・アルフレッド・ティニスウッドは1912年8月26日にイングランドのリバプールに生まれた。第二次世界大戦中には、視力が低いことを理由に兵士として名簿に載ることはできず、その結果としてイギリス陸軍会計隊で会計士や監査役を務め管理上の役割を果たすことになった。ティニスウッドは足止めを食らった兵士を追跡したり、兵糧の供給を指揮したりするなどの兵站学的な任務も担った。この戦争中の舞踏会でティニスウッドは後に結婚することになるブロッドウェン・ニー・ロバーツに初めて出会った。2人は1942年に結婚し、この夫婦の唯一の娘となったスーザンは翌年に誕生した。戦後はロイヤルメール、シェル、BPで会計士として働き続け、1972年に引退した。妻のブロッドウェンは1986年に死去し、44年間の結婚生活が終わった。

### 余生
後年、ティニスウッドはマージーサイド州サウスポートのグループホームに入居した。2022年8月に迎えたティニスウッドの110歳の誕生日はグループホーム内での音楽の生演奏によって祝われただけではなく、ティニスウッドが熱烈なファンであったリヴァプールFCに敬意を表した掛け時計も受け取った。

## 長寿
ティニスウッドはハリー・フランスマンが2020年9月25日に108歳で死去した際に、イギリスで最高齢の男性となった。2024年6月29日、中国の施平が112歳で死去したことに伴い、ティニスウッドは公認された世界で最高齢の男性となった。フアン・ビセンテ・ペレス・モラが死去した2日後の4月4日に、ティニスウッドの記録はギネス世界記録に認定されたが、その年の8月4日に認定された施平が約3ヶ月間男性最高齢であった事が判明した。。報じられたところによると、ティニスウッドは自らの長寿の理由として、節度を持って物事に取り組んでいることと毎週金曜日にフィッシュ・アンド・チップスを楽しんでいることを挙げていたが、その後には「単なる幸運である」とも述べている。
2024年11月25日、サウスポートのケアホームで死去。112歳没。